# Servigliano
Servigliano é uma comuna italiana da região dos Marche, província de Fermo, com cerca de 2.323 habitantes. Estende-se por uma área de 18 km², tendo uma densidade populacional de 129 hab/km². Faz fronteira com Belmonte Piceno, Falerone, Monte San Martino (MC), Monteleone di Fermo, Penna San Giovanni (MC), Santa Vittoria in Matenano.

## Demografia
| Variação demográfica do município entre 1861 e 2011                               |
|                                                                                   |
| Fonte: Istituto Nazionale di Statistica (ISTAT) - Elaboração gráfica da Wikipedia |